# A121 (route russe)
La route fédérale A-121 (russe : Автодорога А-121) ou Sortavala (russe : Сортавала)  est une autoroute régionale de république de Carélie en Russie.

## Parcours
D'une longueur de 502 km, l'autoroute part de la A118 à Saint-Pétersbourg et se termine en croisant la R21 à Priaja.
La longueur du tronçon Saint-Pétersbourg-Sortavala  est de 448 km.
En 2017, un tronçon de route de 54 km de long vers Värtsilä et la frontière entre la Finlande et la Russie est devenu une partie de l'autoroute A121, portant la longueur totale de l'autoroute de Sortavala à 502 km.
- 0km Saint-Pétersbourg A118
- 1 km Korpiselkä
- 9 km  Kotnoi
- 15 km  Agalatovo
- 27 km  Kiero
- 36 km   41А-189
- 57 km   41A-025
- 72 km  Vaalimo (fin de la voie rapide)
- 123 km Priozersk
- 165 km Hiitola
- 197 km  Tervajärvi
- 206 km  Ihala
- 215 km Lahdenpohja
- 253 km Sortavala
- 263 km Helylä
- 469 km Priaja, R21

Troncon complémentaire : 
- Sortavala-Värtsilä

## Histoire
Jusqu'au 31 décembre 2017, les anciens numéros de route sont utilisés simultanément : 
- A129 sur le tronçon Saint-Pétersbourg - Sortavala
- A130 sur le tronçon Sortavala - Lemetti
- P21 sur la section Lemetti - Ruchi

Jusqu'au 31 décembre 2017, il était permis d'utiliser le numéro A121 pour l'autoroute régionale 41A-007 Saint-Pétersbourg - Ruchi.

## Galerie

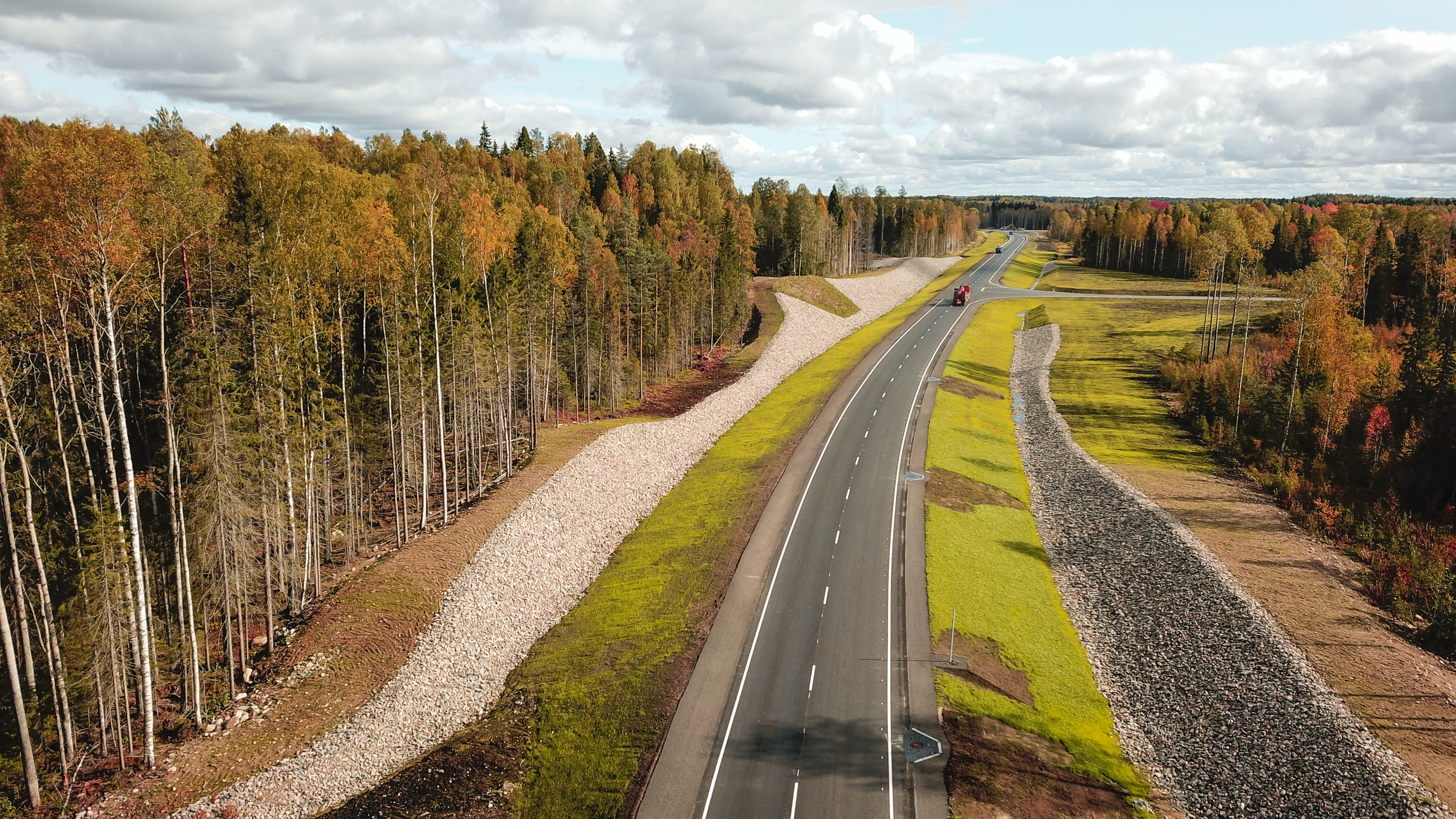
A121 "Sortavala" dans le Raïon de Priaja.
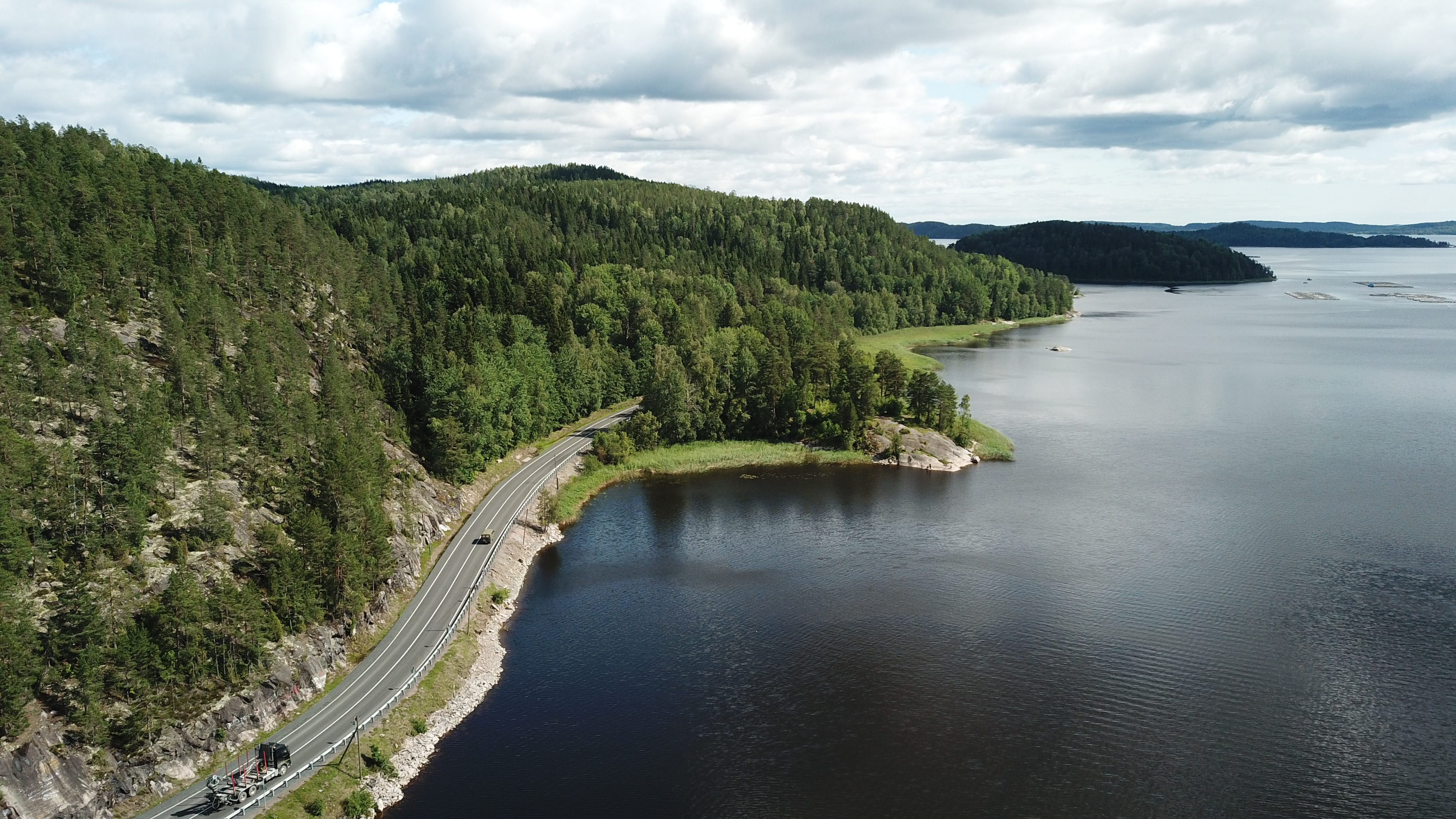
A121 le long du Lac Ladoga dans le Raïon de Pitkäranta.
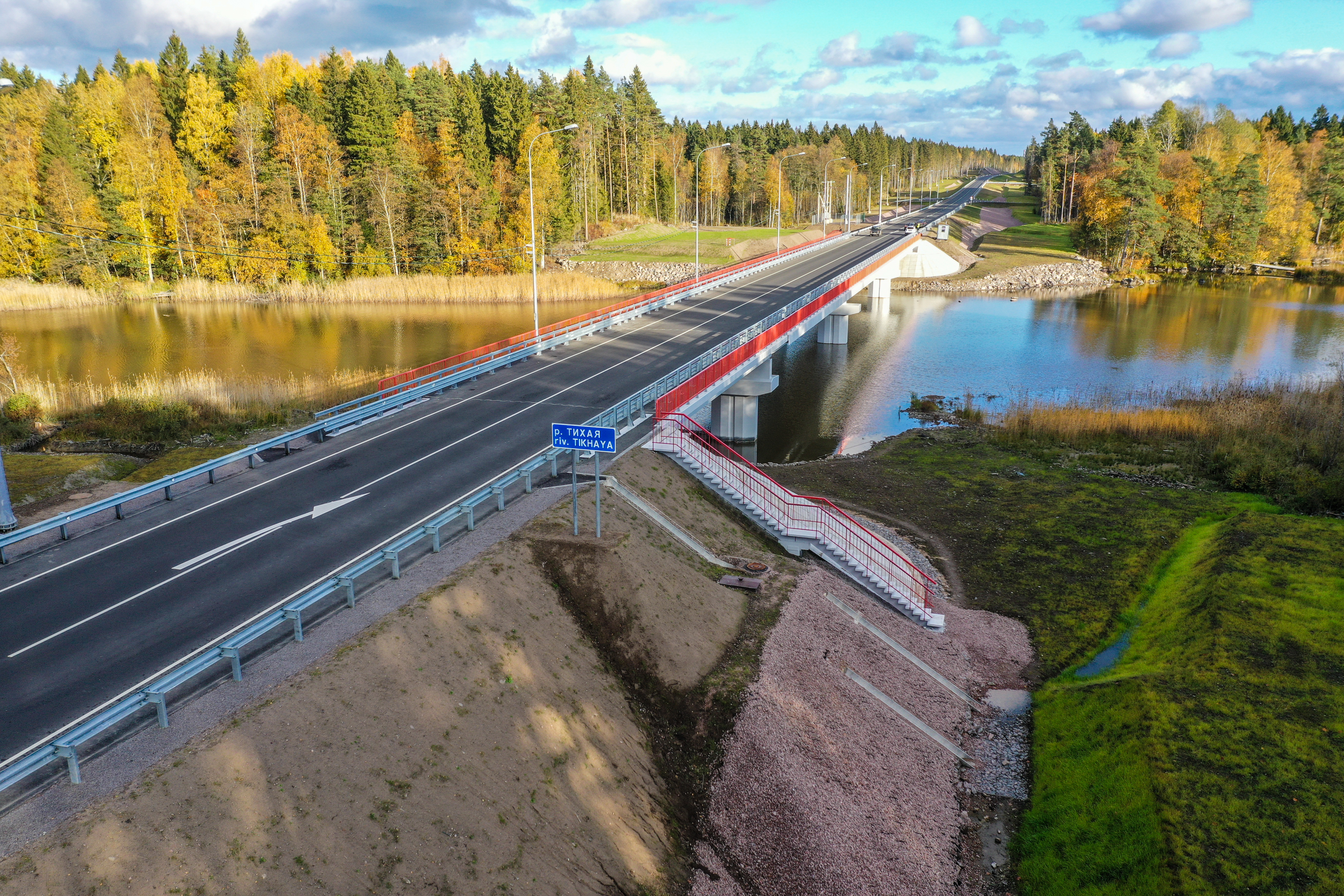
L'autoroute A121 dans le Raïon de Priozersk
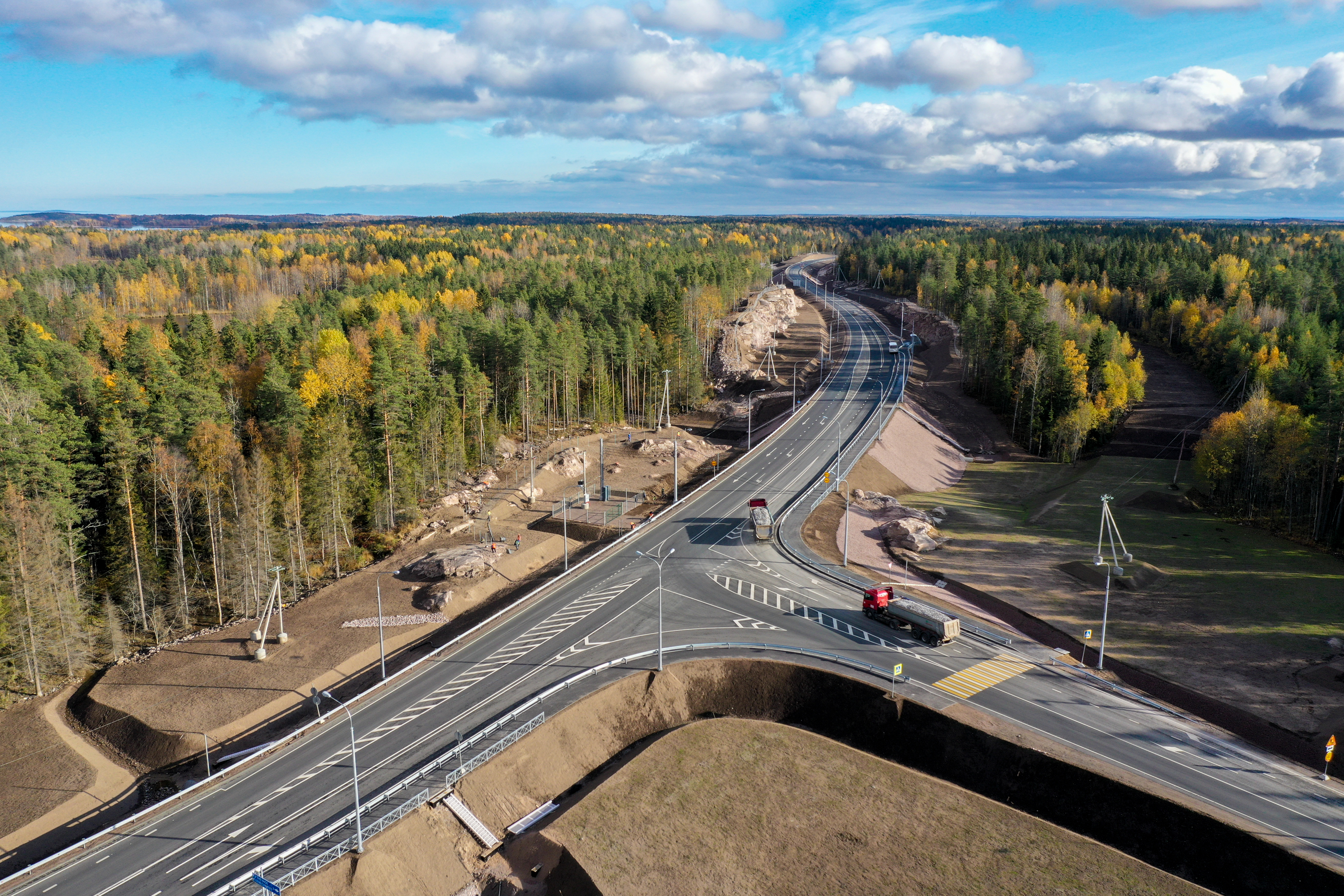
Intersection avec la route régionale 41K-160.
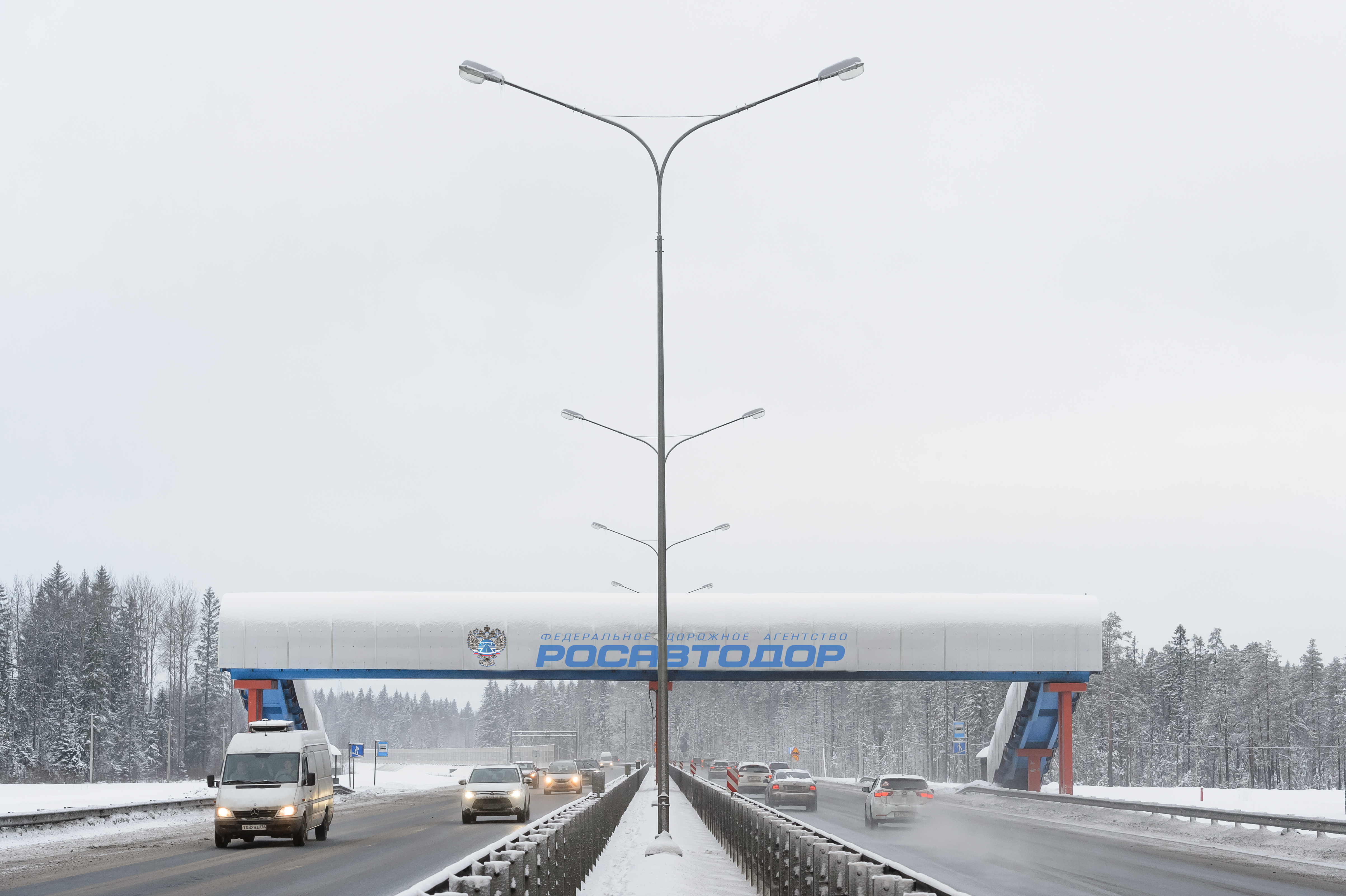
La route à 15km de Saint-Pétersbourg.